# Norbourg (film)
Pour plus de détails, voir Fiche technique et Distribution.
Norbourg est un film québécois réalisé par Maxime Giroux sorti en 2022 et mettant en vedette Vincent-Guillaume Otis et François Arnaud.
Le film est inspiré de faits réels, l'affaire Norbourg, une fraude financière impliquant l'entreprise de gestion de fonds de placement Norbourg ainsi que son président-directeur général, Vincent Lacroix. 

## Synopsis
Éric Asselin, enquêteur à la Commission des valeurs mobilières du Québec, se voit confier le dossier de l'entreprise Norbourg spécialisé en gestion de fonds de placement. Impressionné par les salaires importants que reçoivent les dirigeants de la compagnie, il offre ses services au président-directeur général Vincent Lacroix en échange d'une bonne rémunération comme vice-président des finances. Ensemble, ils détourneront des millions de dollars au détriment de nombreux investisseurs.

## Fiche technique
Source : IMDb et Films du Québec
- Titre original : Norbourg
- Réalisation : Maxime Giroux
- Scénario : Simon Lavoie
- Musique : Philippe Brault (en)
- Direction artistique : David Pelletier
- Costumes : Patricia McNeil (en)
- Coiffure et maquillage : Marie-Josée Galibert
- Photographie : Sara Mishara
- Son : Stephen De Oliviera, Fréderic Cloutier, Luc Boudrias
- Montage : Mathieu Bouchard-Malo (en)
- Production : Réal Chabot
- Société de production : Films du boulevard
- Sociétés de distribution : Maison 4:3, Entract Films
- Budget : 4 à 5 millions $ CA
- Pays de production :  Canada
- Tournage : à Montréal et en République dominicaine
- Langue originale : français
- Format : couleur
- Genre : suspense
- Durée : 119 minutes
- Dates de sortie :
  - Canada : 25 février 2022 (sortie technique à Rimouski)
  - Canada : 11 avril 2022 (première officielle au cinéma Quartier latin à Montréal)
  - Canada : 22 avril 2022 (sortie en salle au Québec)
  - Canada : 7 juin 2022 (VSD)
- Classification :
  - Québec : Visa général[2]

## Distribution
- Vincent-Guillaume Otis : Éric Asselin
- François Arnaud : Vincent Lacroix
- Christine Beaulieu : Anne-Marie Boisvert
- Paul Henry Athis : Jean Marie Davila
- Alex Godbout : Carl Bilodeau, cousin de Vincent Lacroix
- Jonathan Gagnon : Me Luc Bernier
- Alexandre Goyette : Julien Giguère
- Paul Doucet : Georges de Chavigny
- David Strasbourg : Yan Raymond
- Paul Stewart : Me Richard M. Kingsley
- Pierre Leblanc : Guy Pannela
- Richard Fréchette : Ghislain Larrivée
- Jean-François Beaupré : Cédrick Riendeau
- Reynald Robinson : courtier d'âge mur
- Guy Thauvette : Paul-Émile Trudel
- Brett Watson : Frank Brunetta
- Frank Schorpion : Marcel Caveri
- Nathalie Madore : Brigitte Leroux
- Alain Gendreau : haut gradé
- Roger La Rue : gestionnaire Desjardins